# Contarinia bulliformis
Contarinia bulliformis är en tvåvingeart som beskrevs av Gagne 2008. Contarinia bulliformis ingår i släktet Contarinia och familjen gallmyggor. Inga underarter finns listade i Catalogue of Life.